# Pau
För andra betydelser, se Pau (olika betydelser).

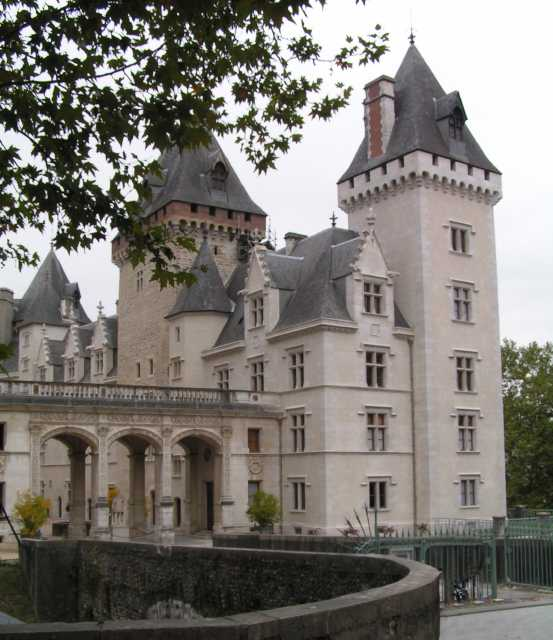
Slottet i Pau

Pau är en stad i sydvästra Frankrike. Den är huvudort i departementet Pyrénées-Atlantiques i regionen Nouvelle-Aquitaine. Här föddes Henrik IV av Frankrike och Sveriges förste kung av Bernadotte-ätten, Karl XIV Johan. År 2022 hade Pau 78 620 invånare.

## Befolkningsutveckling
Antalet invånare i kommunen Pau
| Referens: INSEE |